# Jens-Peter Schliemann
Jens-Peter Schliemann (* 5. Mai 1968 in Soest) ist ein deutscher Spieleautor und Mathematiker.

## Leben
Schliemann studierte Mathematik von 1988 bis 1996. Er begann ab 1993, Spiele zu entwickeln. 1995 erhielt er das erste Spieleautoren-Stipendium, das im selben Jahr von der Spieleautorenzunft, dem Friedhelm Merz Verlag und dem Deutschen Spielearchiv ins Leben gerufen worden war. Nach dem Ende seines Studiums machte Schliemann die Spieleentwicklung zu seinem Beruf. 1996 erschien sein erstes Spiel Daumen drauf bei Drei Magier Spiele. Die meisten Spiele entwickelt er in Zusammenarbeit mit anderen Autoren, unter anderem mit Bernhard Weber. Von 2001 bis 2003 war Schliemann Spieleredakteur bei Winning Moves. Von Juni 2005 bis Mai 2007 war er zweiter Vorsitzender bei der Spieleautorenzunft.

## Ludografie (Auswahl)
- 1996: Daumen drauf mit Johann Rüttinger (Drei Magier Spiele)
- 1998: YU mit Andreas Lenz (gamin)
- 2001: Fire and Ice (Pin International, Out of the Box)
- 2003: Pyramidos mit Kirsten Becker (HABA)
- 2003: Auf Zack!! mit Kirsten Becker (Drei Magier Spiele)
- 2004: Karibik mit Michail Antonow (Winning Moves, Rio Grande Games, Identity Games, Marektoy)
- 2004: Piranha Pedro mit Team Annaberg (Goldsieber Spiele, Asmodée Editions)
- 2005: Nacht der Magier mit Kirsten Becker (Drei Magier Spiele, Marektoy, Enigma Distribution)
- 2006: Schillerstraße mit Reiner Stockhausen (Clementoni)
- 2006: Tasten in het Duister mit Michail Antonow (Identity Games, Brighthouse)
- 2007: 3.. 2.. 1.. meins! mit Kirsten Becker (Winning Moves)
- 2007: Burg Appenzell mit Bernhard Weber (Zoch Verlag, Rio Grande Games, 999 Games)
- 2007: Michael Bully Herbig Spiel – Trilogie mit Reiner Stockhausen, Michael „Bully“ Herbig (Clementoni)
- 2008: Cheesy Gonzola mit Bernhard Weber (Erweiterung zu Burg Appenzell, Zoch Verlag)
- 2008: Der goldene Kompass – Die Reise mit Kirsten Becker (Kosmos)
- 2008: Aronda mit Michail Antonow (Clemens Gerhards)
- 2009: Vampire der Nacht mit  Kirsten Becker (Drei Magier Spiele)
- 2011: Das große Kullern, mit Bernhard Weber (Ravensburger)
- 2014: Talo mit Uta Krueger und Bernd Poloczek (Drei Hasen in der Abendsonne)
- 2014: Holterdipolter mit  Guido Hoffmann (moses.)
- 2015: Das Geheimnis der Zauberer mit  Guido Hoffmann (Mattel)
- 2016: Glupschgeister mit Bernhard Weber (Kosmos)
- 2021: Zauberberg mit Bernhard Weber (Amigo)

## Auszeichnungen (Auswahl)
Die in den Jahren 2005, 2006 und 2007 erschienenen Spiele Piranha Pedro, Nacht der Magier und Burg Appenzell erhielten jeweils die Essener Feder für die beste Spielregel im jeweiligen Jahr; 2006 und 2007 erhielt Schliemann außerdem den Deutschen Kinderspiele Preis. Die Übersicht im Einzelnen:
| - Spiel des Jahres - Piranha Pedro: Empfehlungsliste 2005 - Burg Appenzell: Empfehlungsliste 2007 - Kinderspiel des Jahres - Nacht der Magier: nominiert für das Kinderspiel des Jahres 2006 - Glupschgeister: Empfehlungsliste Kinderspiel des Jahres 2017 - Zauberberg: Kinderspiel des Jahres 2022 - Die Villa der Vampire: Empfehlungsliste Kinderspiel des Jahres 2022 - Deutscher Spielepreis - Nacht der Magier: Deutscher Kinderspiele Preis 2006 - Burg Appenzell: Deutscher Kinderspiele Preis 2007 - Essener Feder - Piranha Pedro: 2005 - Nacht der Magier: 2006 - Burg Appenzell: 2007 | - Österreichischer Spielepreis - Piranha Pedro: Spiele Hit für Familien 2005 - Nacht der Magier: Spiele Hit für Familien 2006 - Schweizer Spielepreis - Nacht der Magier: 1. Platz Kinderspiele 2006 - As d’Or Jeu de l’Année enfants - Nacht der Magier: 2007 - Mensa Select Games - Fire and Ice: 2003 - À-la-carte-Kartenspielpreis - Daumen drauf: 10. Platz 1997 |